# فيرتر
فيرتر (بالألمانية: Werther, North Rhine-Westphalia) هي بلدة و بلدة ألمانية تقع في غوترسلوه في ألمانيا.